# 林清富
林清富教授（英語：Ching-Fuh Lin，5月14日—），宜蘭人，臺灣知名電機工程學者。現為國立臺灣大學電機系、光電所和電子所特聘教授。曾任國立臺灣大學光電所所長與國家實驗研究院副院長。2010年獲頒電機電子工程師學會會士與SPIE會士 。
1993年林清富於美國康乃爾大學取得博士學位之後，隨即返回國立臺灣大學服務。目前為國立臺灣大學電機系、光電所和電子所特聘教授。除了在專業的電機、光電領域有傑出的研究，在心理學、文學亦有所著墨和興趣。

## 學歷
- 國立臺灣大學電機系學士〈1983年〉
- 美國康乃爾大學電機碩士〈1989年〉
- 美國康乃爾大學電機博士〈1993年〉
- 國立臺灣大學心理學系碩士〈2014年〉

## 經歷
- 臺灣大學光電創新研究中心 主任 〈2011年 ─ 〉
- 臺灣大學電資學院電機系、光電所 教授 〈1998年 ─ 〉
- 臺灣大學電資學院電子所 教授 〈2000年 ─ 〉
- 臺灣大學電資學院電機系、光電所 副教授 〈1997年 ─ 1998年〉
- 臺灣大學工學院電機系、光電所 副教授 〈1993 ─ 1997年〉
- 臺灣大學電資學院光電所 所長 〈2010年 ─ 2013年〉
- Program Steering CommitteeThe First Annual EITC Young Investigator Conference 2011年
- 經濟部工業局協助傳統產業計技術開發計畫電子資訊召集人 〈2008年 ─ 2009年〉
- 經濟部工業局中小企業即時技術輔導計畫審查委員 2009年
- 財政部國稅局處理研究與發展及人才培訓支出適用投資抵減疑義案件第一屆諮詢學者專家 2009年
- IEEE LEOS Taipei Chapter 主席 〈2006年 ─ 2008年〉
- 奈米國家型科技計畫總主持人--奈米結構建製光子訊路系統 〈2004年 ─ 2007年〉
- IEEE LEOS Taipei Chapter 副主席 〈2004年 ─ 2006年
- Publicity co-Chair of IEEE Nano2005 2005年
- Program Chair of EITC2005 Nanotechnology session (Emerging Information Technology Conference) 2005年
- 財團法人高等教育評鑑中心基金會評鑑委員 〈2008年 ─ 2009年〉
- 國際電機電子工程師學會中華民國分會 理事 〈2009年 ─ 2010年〉
- 中華民國光學工程學會 理事 〈2008年 ─ 2009年〉
- 著名國際研討會IEEE Nano2006及IEEE Nano2006 Program Committee 〈2006年 ─ 2007年〉
- 著名國際研討會Nanomaterials session in IEEE Nano2009, Program co-Chair 2009年
- 工研院顧問 2003年
- 光學工程期刊 編輯委員 〈2008年 ─ 2009〉
- 國際著名廠商Agilent Technologies產學合作計畫主持人 2001年

## 研究領域與興趣
- 有機無機太陽能電池
- 晶體型半導體薄膜太陽能電池
- 矽奈米線太陽能電池應用
- 氧化鋅奈米結構及其應用
- 光發射光電元件
- 矽光子
- 半導體雷射以及半導體光放大器
- 矽奈米線太陽能電池應用
- 鈣鈦礦太陽電池

## 學術榮譽
- IEEE Fellow, 2010年
- SPIE Fellow, 2010年
- 國立臺灣大學特聘教授

## 著作
- 書籍
  - Organic, Inorganic, and Hybrid Solar Cells Principles and Practice, 2012, IEEE Press
  - Optical Components for Communications: Principles and Applications 2004, Kluwer Academic Publishers, Boston
  - 中年維特之煩惱

- 學術論文
  - [1]

## 外部連結
- 林清富教授基本資料 （页面存档备份，存于）
- 林清富實驗室官網 （页面存档备份，存于）
- 林清富教授臉書
- 臺大光電創新研究中心 （页面存档备份，存于）